# San Girolamo (Brioni)
San Girolamo o San Gerolamo (in croato Sveti Jerolim) è un isolotto disabitato della Croazia e fa parte dell'arcipelago delle isole Brioni, lungo la costa istriana.
Amministrativamente appartiene all'istituzione pubblica del Parco nazionale di Brioni del comune di Pola, nella regione istriana.

## Geografia
San Girolamo si trova nella parte sudorientale dell'arcipelago delle isole Brioni, allo sbocco meridionale del canale di Fasana (Fažanski kanal), 650 m a sud-est di Brioni Maggiore e 400 m a ovest di Cosada. Nel punto più ravvicinato, rt Hrvati (a nordest di punta Cristo (rt Proština)), dista dalla terraferma 750 m.
San Girolamo è un isolotto di forma ovale, più stretto nella parte sudoccidentale e orientato in direzione nordest-sudovest, che misura 600 m di lunghezza e 310 m di larghezza massima. Ha una superficie di 0,126 km² e uno sviluppo costiero di 1,554 km. Al centro, raggiunge un'elevazione massima di 18,1 m s.l.m.
Nella parte settentrionale c'è un piccolo porto chiuso da pontili di pietra con frangiflutti, che può ospitare una dozzina di piccole barche.
San Girolamo ospita una delle più grandi colonie di gabbiani del nord Adriatico, simile a quella presente su Frascher Piccolo. Inoltre ci sono anche alcuni pavoni e delle capre.

## Storia
Prima della seconda guerra mondiale, l'isola apparteneva ad una famiglia austriaca che vi fece costruire una villa con giardino e due pozzi. In seguito, fecero erigere nei pressi della villa la cappella dedicata a san Girolamo, da cui l'isola prende il nome e di cui oggi non restano che le fondamenta.

La cava presente su San Girolamo, già quasi esaurita all'epoca dell'Impero austro-ungarico, fu utilizzata come rifugio dagli abitanti di Stignano durante i bombardamenti della seconda guerra mondiale.

## Turismo
Durante la stagione turistica, San Girolamo ospita 150-200 persone al giorno provenienti soprattutto da Pola, Fasana e Puntisella. Nelle acque attorno all'isola è permesso nuotare e praticare l'immersione in apnea ma sono vietate la pesca commerciale e le immersioni con attrezzatura subacquea.

### Cartografia
- (HR) Mappa topografica della Croazia 1:25000, su preglednik.arkod.hr.